# Primiera
Con il termine Primiera si indica una combinazione di alcuni giochi di carte, come ad esempio Cirulla e Scopa. La Primiera vale un punto e si calcola sommando, per ognuno dei quattro semi, la carta più alta con il seguente punteggio:
| Carta                  | 7  | 6  | Asso | 5  | 4  | 3  | 2  | figura |
| Valore per la Primiera | 21 | 18 | 16   | 15 | 14 | 13 | 12 | 10     |

Il termine "Primiera", deriva dall'omonimo gioco rinascimentale  il cui nome deriva dal francese prime, attraverso lo spagnolo primero. L'utilizzo nell'italiano per indicare un punto di alcuni giochi di carte deriva dall'utilizzo degli stessi valori delle carte utilizzati nel gioco della primiera.